# Alois Duchon
Alois Johann Duchon (* 10. Dezember 1921 in Wien; † 7. September 1954 ebenda) war ein österreichischer Fußballspieler und -trainer.

## Leben und Karriere
Alois Duchon wurde am 10. Dezember 1921 als Sohn des Schlossergehilfen Alois Duchon (* 17. Juni 1888 in Wien; † 10. April 1954 ebenda) und dessen Ehefrau, der Hilfsarbeiterin Leopoldine Maria (geborene Deker; * 1. Oktober 1899 in Wien; † 16. Dezember 1977 ebenda), in Wien-Penzing geboren und am 19. Dezember 1921 auf den Namen Alois Johann getauft. Seine Eltern hatten am 17. April 1921 in der Pfarrkirche Penzing geheiratet. Seine Großeltern väterlicherseits waren der Schmiedemeister Johann Duchon und dessen Ehefrau Johanna (geborene Hradil). Die Großeltern mütterlicherseits waren der Tischler Karl Deker und dessen Ehefrau Josefa (geborene Rotinger).
Seine Vereinskarriere als Fußballspieler begann Duchon um das Jahr 1935 beim damaligen Germania XIV. 1936 schloss sich der 14-Jährige der Jugend des SK Rapid Wien an und wechselte noch im selben Jahr in den Nachwuchs des FK Austria Wien, bei dem er fortan in der Jugend spielte, ehe er es während des Zweiten Weltkriegs zu seinem Erstligadebüt brachte. Um 1938 war er für den SC Hauptwerkstätte aktiv.
Noch in den frühen 1940er Jahren kam er beim Sportclub Helfort unter und trat auch für den SK Westbahn Wien in Erscheinung. Nach Kriegsende spielte er laut Transfermarkt.de abermals für Helfort. Weitere Stationen in den 1940er Jahren waren der Post SV Wien, der SK Slovan, der SCR Hochstädt Wien oder Red Star Penzing. Mit dem Sportclub Rasenspieler Hochstädt konnte er bis zu seinem Wechsel nach Penzing in der Saison 1948/49 noch einige Erstligaeinsätze verzeichnen.
Am 26. November 1946 war er bei der Uraufführung des Franz „Bimbo“ Binder gewidmeten Bimbo-Marschs in den Sofiensälen beteiligt. Am 25. Mai desselben Jahres heiratete der hauptberuflich als Angestellter tätige Duchon nach seiner Heimkehr aus dem Zweiten Weltkrieg standesamtlich in Wieden-Margareten und kirchlich in der Pfarrkirche St. Josef zu Margareten eine Hermine Weihs.
Im Sommer 1950 – anderen Quellen zufolge erst 1951 – schloss er sich dem SC Leopoldsdorf/Marchfelde an und war für diesen als Stürmer und Läufer im Einsatz. Als solcher hatte er besonderen Anteil am Aufstieg in die Landesliga am Ende der Saison 1950/51. In den beiden nachfolgenden Spielzeiten war der Klub abermals in den Aufstiegskampf in die nächsthöhere Spielklasse beteiligt und wurde 1951/52 Dritter und 1952/53 Zweiter. Beim Werksverein der hiesigen Zuckerfabrik agierte er auch als Fußballtrainer. Im Jahr 1953 wechselte er zum SV Langenlois 1921, war dort ebenfalls als Spielertrainer aktiv und konnte binnen kurzer Zeit einige Erfolge feiern.
Am 7. September 1954 starb Duchon im Triesterspital an den Folgen eines schweren Motorradunfalls, bei dem er lebensgefährlich verletzt worden war. Duchon war gerade nach der Behandlung einer Knieverletzung auf dem Rückweg vom Triesterspital nach Hause, als sein Motorroller mit einem Pkw kollidierte und er dabei einen mehrfachen Schädelbruch sowie eine Zertrümmerung des linken Arms erlitt. Nach anfangs geglückten Operationen starb er kurze Zeit später im Spital. Am 17. September 1954 wurde er auf dem Wiener Zentralfriedhof beerdigt. Erst wenige Monate zuvor war sein Vater 65-jährig gestorben und auf dem Friedhof Baumgarten beerdigt worden.